# Dobrowlany (rejon tyśmienicki)
Dobrowlany (ukr. Добровляни) – wieś na Ukrainie w rejonie tyśmienickim obwodu iwanofrankiwskiego.  
Pierwsza wzmianka o osadzie Dobrowlany pochodzi z akt sądu halickiego z dnia 30 kwietnia 1464. 

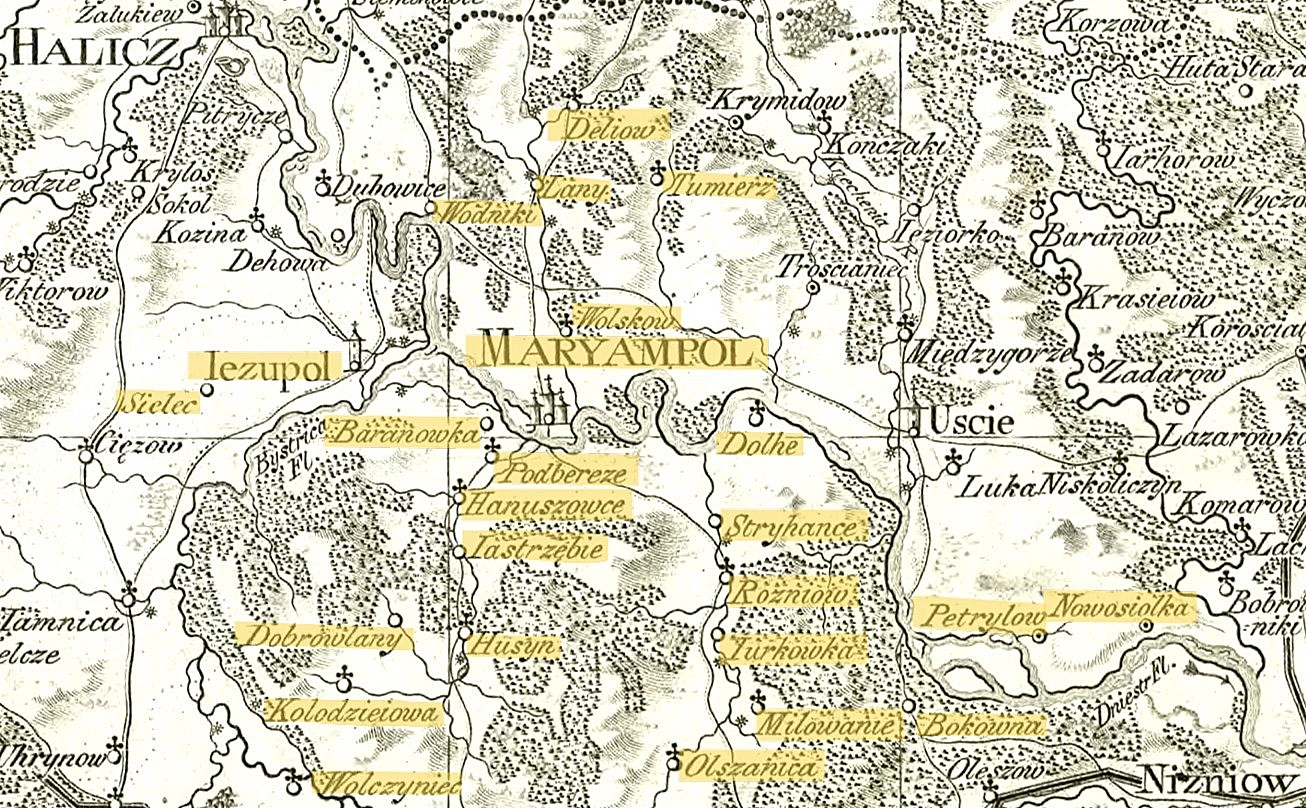
Dobrowlany 1824

W okresie Królestwa Galicji i Lodomerii wieś należała do klucza marjampolskiego księżnej Anny Jabłonowskiej.
W II Rzeczypospolitej miejscowość należała do gminy wiejskiej Czerniejów w powiecie stanisławowskim województwa stanisławowskiego. 
Wieś liczy 214 mieszkańców.